# الحكومة المحلية في أستراليا

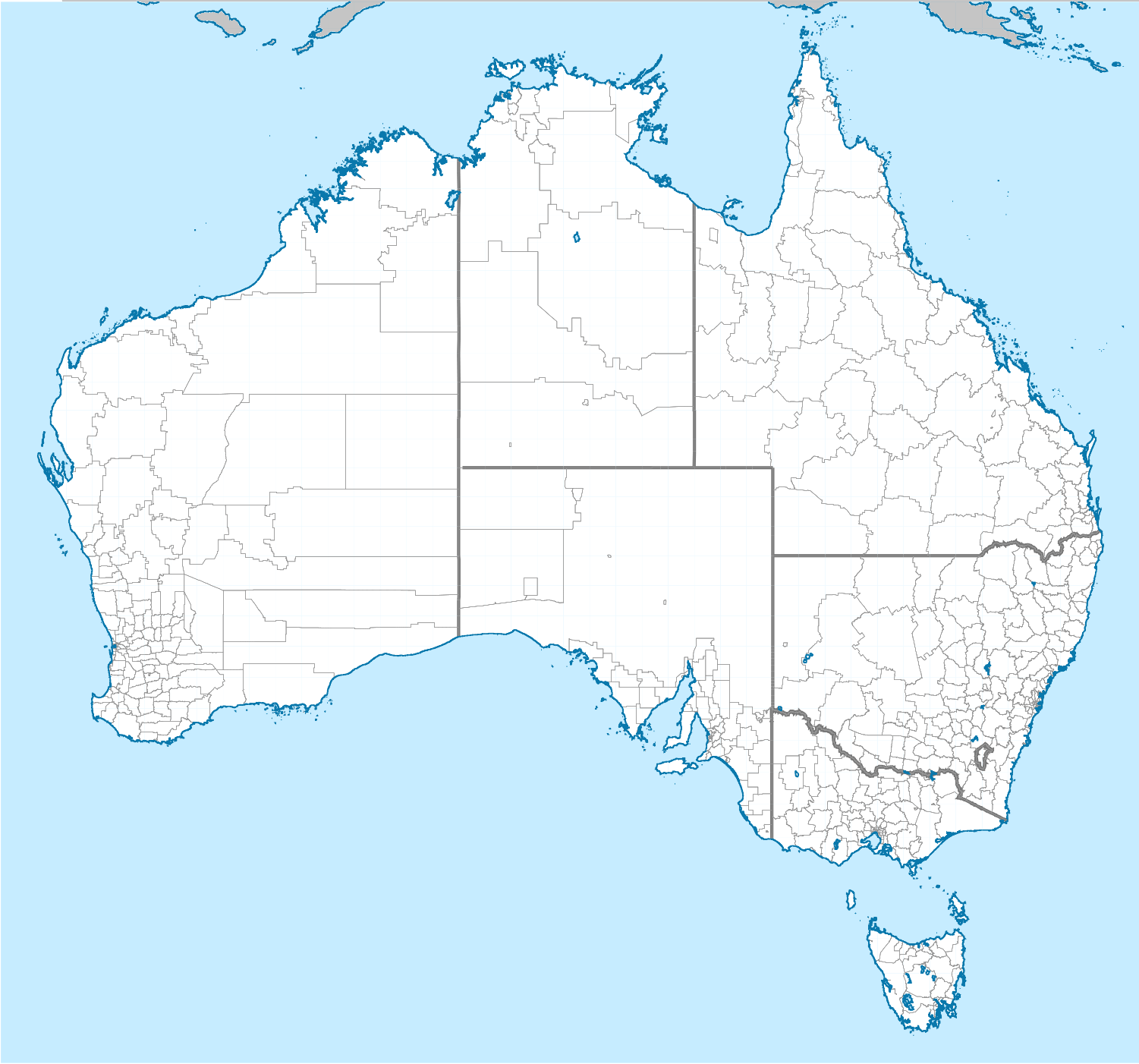
مناطق الحكومة المحلية في أستراليا

الحكومة المحلية في أسترالياوهي أدنى مستوى حكومة في أستراليا، تدار تحت الولايات والأقاليم والتي بدورها هي تحت المستوى الاتحادي.

## روابط خارجية
- Australian Bureau of Statistics: Australian Standard Geographical Classification (ASGC) 2005
- Australian Government
- australianpolitics.com
- Local Government Focus (newspaper)
- Local Government and Planning Ministers' Council
- Local Government & Municipal Knowledge Base